# Hephialtes mourei
Hephialtes mourei är en skalbaggsart som beskrevs av Santos-silva 2004. Hephialtes mourei ingår i släktet Hephialtes och familjen långhorningar. Inga underarter finns listade i Catalogue of Life.